# 幌馬車は行く
『幌馬車は行く』（ほろばしゃはゆく）は、1960年10月22日に公開された、西部劇を連想させるアクション映画、主演は赤木圭一郎。カラー、シネマスコープ。
殺人を犯して逃亡中の一人の若い男は、負傷して倒れていたところを、蜂蜜を求めて日本全国を旅をする集団を束ねる老人に助けられ、彼らと行動を共にするが、そのことで彼らはギャングたちに巻き込まれてしまう。

## あらすじ
移動養蜂隊は、はちみつを求めてミツバチと共に季節の花を追って、南は九州から北は北海道まで日本列島を縦断する。この養蜂隊のリーダーである山善長老は、夏休みを終えて学校から帰ってきた孫娘の十美を駅まで迎えに行った帰り道、負傷した青年を助け、テントに連れ帰って治療した。青年は2日間意識不明の状態が続いたが、青年の肩の傷が銃弾によるものだと気づいていた山善長老は、将来を考えて病院に連れて行かなかった。青年の名前は野上雄介。彼は貨物列車を襲撃し、機関士を射殺して逃走したギャング団の一員だった。
雄介が意識を取り戻すと、山善長老、十美、養蜂隊のメンバーらが介抱した。警察に追われるのではないかと怯えていた雄介は不安を感じていたが、養蜂家の優しさに心が温かくなり、追われていることを忘れることができた。しかし、その幸せは突然、侵入者によって破壊された。警察に追われる盗賊団員のサブとカラマサが幌馬車に混ぎれこんでしまう。

## キャスト
- 赤木圭一郎 : 野上雄介
- 芦田伸介 : 山善老人
- 笹森礼子 : 山善老人の孫娘十美
- 水島道太郎 : 鬼島
- 佐野浅夫 : 島田
- 郷鍈治 : 柄政
- 待田京介 : 岸本
- 武藤章生 : トム
- 楠侑子 : あけみ
- 小園蓉子 : 加代[4][5]
- 堀恭子 : 妙子
- 初井言栄 : 老婆
- 葵真木子 : ユキ子
- 神山勝 : 飛行機の操縦士Ａ
- 衣笠一夫 : 機関士
- 荒木良平 : 次郎
- 鹿島貞夫 : 鬼島の配下サブ
- 速水二 : 鬼島の配下テツ
- 里実 : 鬼島の配下タツ
- 山口吉弘 : 機関士助手
- 雪丘恵介 : 騎馬警官
- 木崎順 : 騎馬警官
- 今村弘 : 騎馬警官
- 柴田新 : 営林署の運転手
- 志方稔 : 馬喰
- 若松俊二郎 : 猟師
- 伊藤寿章 : 小沢
- 大町文夫 : 弥作

## スタッフ
- 監督 ：野口博志
- 原作 : 中江良夫
- 企画 : 芦田正蔵
- 脚本 ：直居欽哉、窪田篤人
- 音楽 : 山本直純
- 撮影 : 永塚一栄
- 照明 : 三尾三郎
- 美術 : 小池一美
- 録音 : 高橋三郎
- 編集 : 辻井正則
- 助監督 : 柳瀬観
- 製作主任 : 園山蕃里
- 色彩計測 : 上田利男
- 現像 : 東洋現像所
- 監修 : 高村南山
- 協力 : 富山県富山市、氷見市、庄川町、八尾町、立山開発鉄道

- 主題歌 : 「幌馬車は行く」唄・赤木圭一郎、作詞・水木かほる、作曲・藤原秀行
- 挿入歌 : 「旅路」　　　　唄・赤木圭一郎、作詞・水木かほる、作曲・藤原秀行